# Kręg szczytowy
Kręg szczytowy, kręg szyjny I, dźwigacz (łac. atlas) – pierwszy kręg szyjny kręgosłupa kręgowców, począwszy od płazów, zestawiający się bezpośrednio z czaszką. Dźwigacz podtrzymuje czaszkę (nazwa wywodzi się od mitycznej postaci – Atlasa, który miał podtrzymywać niebo nad ziemią) oraz decyduje o jej ruchomości.
Kręg szczytowy dźwiga głowę bezpośrednio, nie ma w swej budowie trzonu oraz właściwego wyrostka kolczystego kręgu. U ssaków zestawia się z dwoma kłykciami potylicznymi. Zamiast trzonu występują dwa łuki, a zamiast wyrostka kolczystego kręgu – mały guzek tylny (tuberculum posterius) u człowieka, a u pozostałych ssaków guzek dogrzbietowy (tuberculum dorsale).
W relatywnie krótkim kręgu szczytowym człowieka wyróżnia się łuk przedni (arcus anterior) i łuk tylny (arcus posterior) połączone w obrębie symetrycznych części bocznych kręgu (massae laterales). Na stronie górnej części bocznych znajdują się dołki stawowe górne (foveae articulares superiores) do połączenia z kością potyliczną czaszki, a na stronie dolnej dołki stawowe dolne (foveae articulares inferiores) do połączenia z kręgiem obrotowym.
U pozostałych ssaków wyróżnia się, analogicznie, łuk dobrzuszny (arcus ventralis) i łuk dogrzbietowy (arcus dorsalis) zespalające się w skrzydła kręgu szczytowego (alae atlantis) z zaznaczającym się na stronie brzusznej zagłębieniem dołu kręgu szczytowego (fossa atlantis), oraz dołki stawowe doczaszkowe (foveae articulares craniales) i doogonowe (foveae articulares caudales).
Na tylnej powierzchni łuku przedniego leży mała powierzchnia stawowa – dołek zębowy (fovea dentis), dla połączenia z zębem kręgu obrotowego. Na powierzchni przedniej łuku znajduje się mały guzek przedni (tuberculum anterius).
Kręg szczytowy zawiera dwie bruzdy tętnicy kręgowej zlokalizowane na łuku tylnym.
U płazów kręg szczytowy nie jest homologiczny z atlasem owodniowców. Jest on odmienny od pozostałych kręgów, np. u żab nie ma wyrostków poprzecznych. Dźwigacz od strony czaszki ma dwie powierzchnie stawowe (condyli occipitales). Także u owodniowców kręg ten jest inaczej wykształcony (podobnie jak kręg obrotowy) niż pozostałe. Tworzy jedną (ptaki, gady) lub dwie (ssaki) powierzchnie stawowe dla kłykci potylicznych przez co decyduje o ruchomości czaszki. W toku ewolucji redukcji uległ trzon kręgu, w miejsce którego wchodzi ząb obrotnika umożliwiający dodatkową ruchomość czaszki (u ssaków kiwanie „nie”). Od strony czaszki dźwigacz tworzy powierzchnie stawowe umożliwiające potakujące ruchy głowy.